# Casearia loheri
Casearia loheri är en videväxtart som beskrevs av Merrill. Casearia loheri ingår i släktet Casearia och familjen videväxter. Inga underarter finns listade i Catalogue of Life.